# Szécsénke, Nógrád
Szécsénke  este un sat în districtul Balassagyarmat, județul Nógrád, Ungaria, având o populație de 205 locuitori (2011). 

## Demografie
Componența etnică a satului Szécsénke
     Maghiari (100%)
Componența confesională a satului Szécsénke
     Romano-catolici (72,68%)
     Fără religie (6,83%)
     Luterani (4,39%)
     Necunoscută (16,1%)
Conform recensământului din 2011, satul Szécsénke avea 205 locuitori. Din punct de vedere etnic, majoritatea locuitorilor (100,0%) erau maghiari.  Din punct de vedere confesional, majoritatea locuitorilor (72,68%) erau romano-catolici, existând și minorități de persoane fără religie (6,83%) și luterani (4,39%). Pentru 16,1% din locuitori nu este cunoscută apartenența confesională.